# Jean-Philibert de Challes
Jean-Philibert de Challes, dit parfois Jean-Philibert Loriol de Châles, mort en 1544, est un ecclésiastique, abbé d'Ambronay (1527-1544), évêque de Maurienne (1532-1544). 

## Biographie

### Origines
Jean-Philibert de Challes (Châles) est le « rejeton d'une illustre famille », selon Besson, la famille de Challes. Il est le fils d'Amédée de Challes, coseigneur de Monterminod, premier maître de l'Hôtel du duc, et de Jeanne de Loriol (ou Oriol, Oriolaz, Orioli), dont il hérite les titres de seigneur de Challes et Corgenon en Bresse. Cette dernière est la fille de Sibued de Loriol, chancelier de Bresse.
Il est le neveu, à la mode de Bretagne, de Louis de Gorrevod, auquel il succédera à Ambronay, puis en Maurienne. Besson le donne pour second et dernier évêque de Bourg. En effet, le Chapitre de Bourg l'appelle pour succéder à son oncle, mais cette nomination n'est pas confirmée et le diocèse est supprimée en 1534, peu de temps avant l'invasion de la Bresse par les troupes du roi de France François Ier.

### Carrière

Armoiries :
« D'argent à la croix ancrée de sable »,.

Jean-Philibert de Challes est nommé évêque de Maurienne le 10 avril 1532, mais il faut attendre le 22 mai 1541 pour qu'il soit consacré,. En effet, le roi François Ier envahit non seulement la Bresse, puis le Bugey, mais il occupe ensuite le duché de Savoie en 1536.
Le 9 août 1532, il vend l'ensemble de ses droits sur Monterminod à Pierre Lambert, issu d'un famille bourgeoise de Chambéry, président de la Chambre des comptes de Savoie,. Moins d'un mois plus tard, le 26, Monterminod est cédé à noble Antoine Piochet, écuyer ducal.
Alors qu'il se rend en France — l'année est inconnue — pour demander des réparations des dégâts causés à sa ville par l'occupation, il perd, dit-on, le « titre original de la fondation du siège de Maurienne par Gontran », ainsi que plusieurs autres titres et chartes.
Jean-Philibert de Challes meurt au cours de ce voyage, probablement au cours de l'année 1544, mais sans que l'on ne sache où précisément.